# Ranunculus gayeri
Ranunculus gayeri — вид квіткових рослин з родини жовтецевих (Ranunculaceae).

## Поширення
Росте в Україні, Словаччині, Австрії, можливо, Угорщині.